# Marie Charlotte de La Trémoille
Marie Charlotte de La Trémoille (Thouars, 26 gennaio 1632 – Jena, 24 agosto 1682) è stata una nobildonna francese membro del casato di La Trémoille e per matrimonio duchessa di Sassonia-Jena.

## Biografia
Nata a Thouars, fu la quinta dei si figli nati dal matrimonio di Henri III de La Trémoille, III duca di Thouars, II duca di La Tremoille, principe di Talmond e Taranto, e Marie de La Tour d'Auvergne.
A Parigi il 10 giugno 1662 Marie Charlotte, all'età 30 anni, sposò il principe Bernardo di anni 23, quarto dei figli maschi sopravvissuti di Guglielmo, duca di Sassonia-Weimar. Il matrimonio fu combinato dal duca Guglielmo con lo scopo di stringere rapporti tra il ramo ernestino della casata di Wettin con re Luigi XIV di Francia. Tuttavia, le trattative si protrassero per quasi otto mesi fino a quando fu scelta una sposa; la sua famiglia era una delle più prestigiose di Francia, dove detenevano il rango di prince étranger.
Marie Charlotte si trasferì con suo marito a Jena, che fu designata dal suo defunto suocero come eventuale eredità di Bernardo (anche se egli assunse ufficialmente il governo sulle sue terre solo nel 1672). Ebbero cinque figli, di cui solo uno è sopravvissuto fino all'età adulta:
1. Guglielmo (Jena, 24 luglio 1664 - Jena, 21 giugno 1666).
2. figlia nata morta (Jena, 7 aprile 1666).
3. Bernardo (Jena, 9 novembre 1667 - Jena, 26 aprile 1668).
4. Carlotta Maria (Jena, 20 dicembre 1669 - Gräfentonna, 6 gennaio 1703), sposò il 2 novembre 1683 Guglielmo Ernesto, duca di Sassonia-Weimar; divorziarono nel 1690.
5. Giovanni Guglielmo, duca di Sassonia-Jena (Jena, 28 marzo 1675 - Jena, 4 novembre 1690).

L'unione fu completamente infelice, e poco dopo lui ottenere la signoria di Jena, Bernardo voleva divorziare da Marie Charlotte per sposare la sua amante, Marie Elisabeth di Kospoth, una delle dame della sua corte, che il 20 settembre 1672 gli diede una figlia, Emilie Eleonore.
Tuttavia, gli sforzi del duca per una separazione legale da sua moglie si rivelarono un insuccesso, poiché nessun teologo o giurista poteva dargli un motivo per il divorzio; comunque, Bernardo non abbandonò la sua amante ed infine nel 1674 furono uniti in matrimonio da un gesuita di nome Andreas Wigand. Così, Bernardo divenne uno dei pochi casi di bigamia tra i principi. Il matrimonio fu nullo poco dopo; rassegnato Bernardo decise di riconciliarsi con Marie Charlotte, che un anno dopo diede alla luce l'erede tanto atteso.
Marie Charlotte morì a Jena all'età di 50 anni, dopo essere sopravvissuta al marito e a tre dei suoi figli. Fu sepolta nella Stadtkirche, Jena.

## Ascendenza
|                                           |                                        |                                             | Genitori                                  |  |  | Nonni |  |  | Bisnonni                     |  |  | Trisnonni                       |  |
|                                           |                                        |                                             |                                           |  |  |       |  |  | 8. Louis III de La Trémoille |  |  | 16. François II de La Trémoille |  |
|                                           |                                        |                                             |                                           |  |  |       |  |  | 8. Louis III de La Trémoille |  |  | 16. François II de La Trémoille |  |
|                                           |                                        | 17. Anne de Laval                           |                                           |  |  |       |  |  | 8. Louis III de La Trémoille |  |  |                                 |  |
| 4. Claude de La Trémoille                 |                                        |                                             |                                           |  |  |       |  |  | 8. Louis III de La Trémoille |  |  |                                 |  |
|                                           |                                        | 9. Jeanne de Montmorency                    | 18. Anne de Montmorency                   |  |  |       |  |  |                              |  |  |                                 |  |
|                                           |                                        | 9. Jeanne de Montmorency                    | 18. Anne de Montmorency                   |  |  |       |  |  |                              |  |  |                                 |  |
|                                           |                                        | 9. Jeanne de Montmorency                    | 19. Maddalena di Savoia                   |  |  |       |  |  |                              |  |  |                                 |  |
| 2. Henri de La Trémoille                  |                                        | 9. Jeanne de Montmorency                    |                                           |  |  |       |  |  |                              |  |  |                                 |  |
|                                           |                                        | 10. Willem I van Oranje                     | 20. Willem I van Nassau-Dillenburg        |  |  |       |  |  |                              |  |  |                                 |  |
|                                           |                                        | 10. Willem I van Oranje                     | 20. Willem I van Nassau-Dillenburg        |  |  |       |  |  |                              |  |  |                                 |  |
|                                           |                                        | 10. Willem I van Oranje                     | 21. Juliana zu Stolberg                   |  |  |       |  |  |                              |  |  |                                 |  |
| 5. Charlotte Brabantina van Oranje-Nassau |                                        | 10. Willem I van Oranje                     |                                           |  |  |       |  |  |                              |  |  |                                 |  |
|                                           |                                        | 11. Charlotte de Bourbon-Montpensier        | 22. Louis III de Montpensier              |  |  |       |  |  |                              |  |  |                                 |  |
|                                           |                                        | 11. Charlotte de Bourbon-Montpensier        | 22. Louis III de Montpensier              |  |  |       |  |  |                              |  |  |                                 |  |
|                                           |                                        | 11. Charlotte de Bourbon-Montpensier        | 23. Jacqueline de Longwy                  |  |  |       |  |  |                              |  |  |                                 |  |
| 1. Marie Charlotte de La Trémoille        |                                        | 11. Charlotte de Bourbon-Montpensier        |                                           |  |  |       |  |  |                              |  |  |                                 |  |
|                                           | 12. François III de La Tour d'Auvergne | 24. François II de La Tour                  |                                           |  |  |       |  |  |                              |  |  |                                 |  |
|                                           | 12. François III de La Tour d'Auvergne | 24. François II de La Tour                  |                                           |  |  |       |  |  |                              |  |  |                                 |  |
|                                           | 12. François III de La Tour d'Auvergne | 25. Anne de La Tour d'Auvergne              |                                           |  |  |       |  |  |                              |  |  |                                 |  |
| 6. Henri de La Tour d'Auvergne            | 12. François III de La Tour d'Auvergne |                                             |                                           |  |  |       |  |  |                              |  |  |                                 |  |
|                                           |                                        | 13. Eléonore de Montmorency                 | 26. Anne de Montmorency (= 18)            |  |  |       |  |  |                              |  |  |                                 |  |
|                                           |                                        | 13. Eléonore de Montmorency                 | 26. Anne de Montmorency (= 18)            |  |  |       |  |  |                              |  |  |                                 |  |
|                                           |                                        | 13. Eléonore de Montmorency                 | 27. Maddalena di Savoia (= 19)            |  |  |       |  |  |                              |  |  |                                 |  |
| 3. Marie de La Tour d'Auvergne            |                                        | 13. Eléonore de Montmorency                 |                                           |  |  |       |  |  |                              |  |  |                                 |  |
|                                           |                                        | 14. Willem I van Oranje (= 10)              | 28. Willem I van Nassau-Dillenburg (= 20) |  |  |       |  |  |                              |  |  |                                 |  |
|                                           |                                        | 14. Willem I van Oranje (= 10)              | 28. Willem I van Nassau-Dillenburg (= 20) |  |  |       |  |  |                              |  |  |                                 |  |
|                                           |                                        | 14. Willem I van Oranje (= 10)              | 29. Juliana zu Stolberg (= 21)            |  |  |       |  |  |                              |  |  |                                 |  |
| 7. Elisabeth van Oranje-Nassau            |                                        | 14. Willem I van Oranje (= 10)              |                                           |  |  |       |  |  |                              |  |  |                                 |  |
|                                           |                                        | 15. Charlotte de Bourbon-Montpensier (= 11) | 30. Louis III de Montpensier (= 22)       |  |  |       |  |  |                              |  |  |                                 |  |
|                                           |                                        | 15. Charlotte de Bourbon-Montpensier (= 11) | 30. Louis III de Montpensier (= 22)       |  |  |       |  |  |                              |  |  |                                 |  |
|                                           |                                        | 15. Charlotte de Bourbon-Montpensier (= 11) | 31. Jacqueline de Longwy (= 23)           |  |  |       |  |  |                              |  |  |                                 |  |
|                                           |                                        | 15. Charlotte de Bourbon-Montpensier (= 11) |                                           |  |  |       |  |  |                              |  |  |                                 |  |